# Tasiilaq
Tasiilaq, còn gọi là Ammassalik và Angmagssalik, là một thị trấn thuộc Sermersooq ở miền đông nam Greenland. Với dân số 2.017 người năm 2013, đây là điểm dân cư đông dân nhất bờ đông, và là điểm dân cư lớn thứ bảy tại Greenland. Trạm Sermilik, nơi tập trung nghiên cứu sông băng Mittivakkat, tọa lạc gần thị trấn.

## Lịch sử
Con người của nền văn hóa Saqqaq là những người đầu tiên đặt chân đến miền đông Greenland từ miền bắc, qua nơi ngày nay gọi là Peary Land và Independence Fjord. Họ sau đó bị thay thế bởi người của nền văn hóa Dorset. Người Thule di chuyển đến vùng này vào thế kỷ 15, và nhận ra rằng vùng bờ biển bị bỏ hoang.

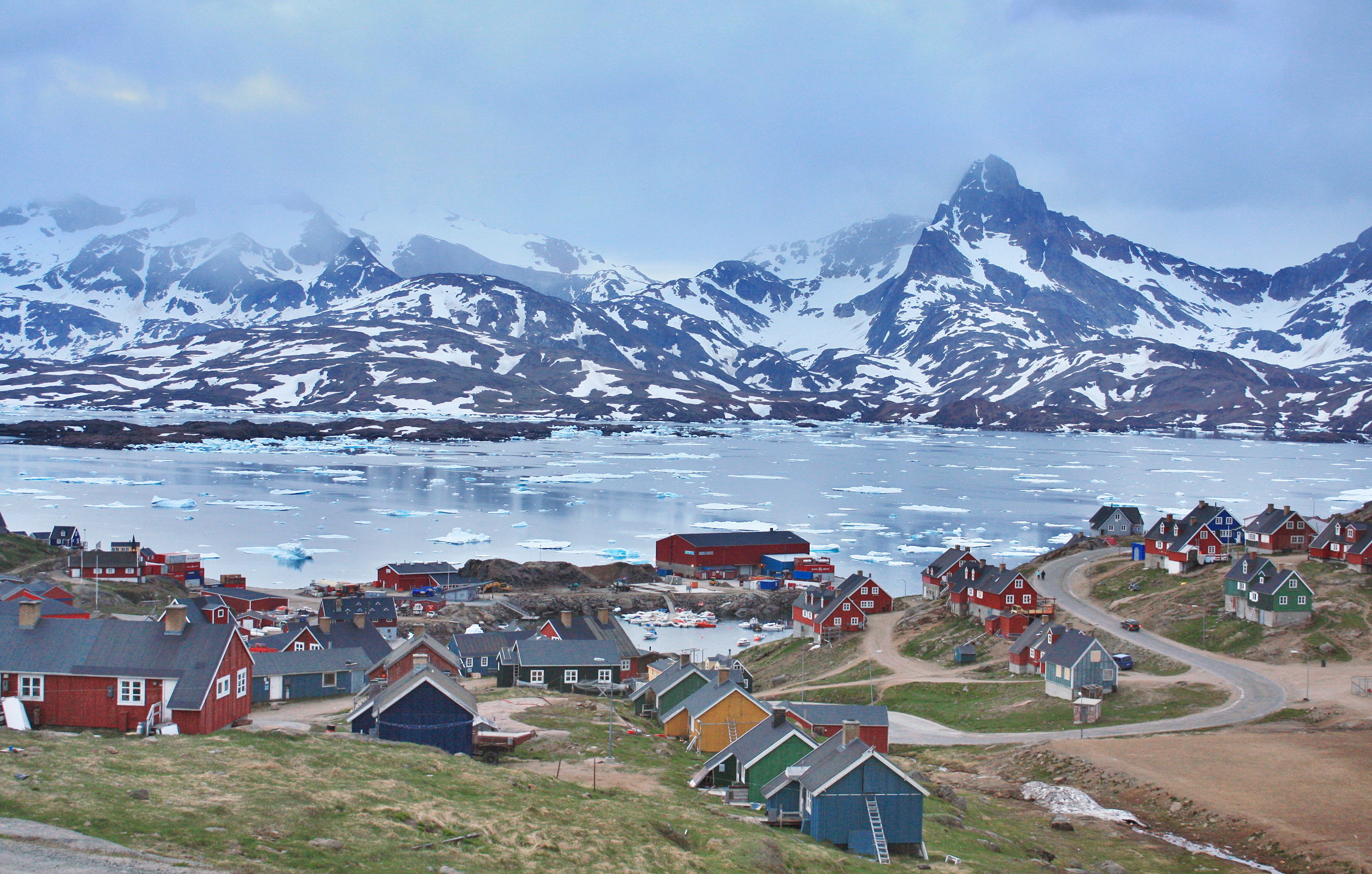
Tasiilaq vào mùa hè

Do sự di cư từ miền tây đông dân hơn, vùng duyên hải đông nam có người sống lâu dài từ cuối thế kỷ 18, trong đó làng Tasiilaq là điểm dân cư duy nhất bền vững. Dân số bắt đầu tăng từ thập niên 1880.
Thị trấn được thành lập chính thức vào năm 1894 như một điểm giao thương cho người Đan Mạch. Thị trấn trước đây được gọi là Ammassalik (cách viết cũ Angmagssalik). Nó được đổi tên chính thức thành Tasiilaq năm 1997.

## Địa lý
Tasiilaq tọa lạc khoảng 106 km (65,9 mi) về phía nam của vòng Bắc Cực, bên bờ đông nam của đảo Ammassalik, cạnh hải cảng tự nhiên Tasiilaq Fjord, từng được đặt tên là Kong Oscars Havn bởi Alfred Gabriel Nathorst năm 1883.

## Dân số
Với 2.017 dân (2013), Tasiilaq nằm trong số các thị trấn phát triển nhanh nhất Greenland, nhờ dân cư từ các điểm dân cư nhỏ hơn đổ về. Cùng với Nuuk, đây là thị trấn duy nhất tại Sermersooq tăng trưởng dân số ổn định trong hai thập niên qua. Dân số hiện nay đã tăng 37% so với năm 1990, 18% so với năm 2000.

## Ngôn ngữ
Tiếng Đông Greenland (Tunumiit) được nói tại Tasiilaq.

## Giao thông
Không có đường lộ dẫn đến Tasiilaq. Đoạn đường dài nhất là một con đường lát sỏi dài 3 km. Việc di chuyển đến những nơi khác phải nhờ trực thăng hay tàu.

### Hàng không
Air Greenland mở những chuyến bay từ sân bay Tasiilaq tới sân bay Kulusuk lân cận (cách 24 km/15 mi, giúp di chuyển đến Nuuk, Ittoqqortoormiit qua sân bay Nerlerit Inaat, và tới Iceland). Sân Tasiilaq cũng có những chuyến bay đến các làng Isortoq, Kuummiit, Sermiligaaq, và Tiniteqilaaq.

## Thị trấn kết nghĩa
- - Kópavogur, Iceland

## Khí hậu
Tasiilaq có khí hậu đài nguyên, với mùa đông dài, lạnh và nhiều tuyết, mùa hè mát và khô hơn. Tasiilaq bị ảnh hưởng bởi piteraq. Ngày 6 tháng 2 năm 1970, đợt piteraq tồi tệ nhất được ghi nhận vào Tasiilaq, gây nhiều tổn hại và gần như phá hủy thị trấn.
| Dữ liệu khí hậu của Tasiliaq 1961-1990, extremes 1958-1999                   | Dữ liệu khí hậu của Tasiliaq 1961-1990, extremes 1958-1999 | Dữ liệu khí hậu của Tasiliaq 1961-1990, extremes 1958-1999 | Dữ liệu khí hậu của Tasiliaq 1961-1990, extremes 1958-1999 | Dữ liệu khí hậu của Tasiliaq 1961-1990, extremes 1958-1999 | Dữ liệu khí hậu của Tasiliaq 1961-1990, extremes 1958-1999 | Dữ liệu khí hậu của Tasiliaq 1961-1990, extremes 1958-1999 | Dữ liệu khí hậu của Tasiliaq 1961-1990, extremes 1958-1999 | Dữ liệu khí hậu của Tasiliaq 1961-1990, extremes 1958-1999 | Dữ liệu khí hậu của Tasiliaq 1961-1990, extremes 1958-1999 | Dữ liệu khí hậu của Tasiliaq 1961-1990, extremes 1958-1999 | Dữ liệu khí hậu của Tasiliaq 1961-1990, extremes 1958-1999 | Dữ liệu khí hậu của Tasiliaq 1961-1990, extremes 1958-1999 | Dữ liệu khí hậu của Tasiliaq 1961-1990, extremes 1958-1999 |
| Tháng                                                                        | 1                                                          | 2                                                          | 3                                                          | 4                                                          | 5                                                          | 6                                                          | 7                                                          | 8                                                          | 9                                                          | 10                                                         | 11                                                         | 12                                                         | Năm                                                        |
| ---------------------------------------------------------------------------- | ---------------------------------------------------------- | ---------------------------------------------------------- | ---------------------------------------------------------- | ---------------------------------------------------------- | ---------------------------------------------------------- | ---------------------------------------------------------- | ---------------------------------------------------------- | ---------------------------------------------------------- | ---------------------------------------------------------- | ---------------------------------------------------------- | ---------------------------------------------------------- | ---------------------------------------------------------- | ---------------------------------------------------------- |
| Cao kỉ lục °C (°F)                                                           | 8.5 (47.3)                                                 | 12.5 (54.5)                                                | 15.1 (59.2)                                                | 15.2 (59.4)                                                | 15.5 (59.9)                                                | 21.5 (70.7)                                                | 25.2 (77.4)                                                | 20.2 (68.4)                                                | 20.5 (68.9)                                                | 13.0 (55.4)                                                | 12.4 (54.3)                                                | 9.8 (49.6)                                                 | 25.2 (77.4)                                                |
| Trung bình ngày tối đa °C (°F)                                               | −4.2 (24.4)                                                | −4.2 (24.4)                                                | −4.3 (24.3)                                                | 0.0 (32.0)                                                 | 4.2 (39.6)                                                 | 7.7 (45.9)                                                 | 10.4 (50.7)                                                | 9.8 (49.6)                                                 | 6.2 (43.2)                                                 | 1.7 (35.1)                                                 | −1.9 (28.6)                                                | −4.0 (24.8)                                                | 1.8 (35.2)                                                 |
| Tối thiểu trung bình ngày °C (°F)                                            | −11.2 (11.8)                                               | −11.6 (11.1)                                               | −12.3 (9.9)                                                | −8.1 (17.4)                                                | −2.7 (27.1)                                                | 0.6 (33.1)                                                 | 2.5 (36.5)                                                 | 2.4 (36.3)                                                 | 0.1 (32.2)                                                 | −3.5 (25.7)                                                | −7.8 (18.0)                                                | −10.7 (12.7)                                               | −5.2 (22.6)                                                |
| Thấp kỉ lục °C (°F)                                                          | −27.3 (−17.1)                                              | −29.5 (−21.1)                                              | −27.4 (−17.3)                                              | −22.4 (−8.3)                                               | −14.7 (5.5)                                                | −5.5 (22.1)                                                | −3.0 (26.6)                                                | −3.3 (26.1)                                                | −6.2 (20.8)                                                | −14.4 (6.1)                                                | −23.6 (−10.5)                                              | −23.8 (−10.8)                                              | −29.5 (−21.1)                                              |
| Lượng Giáng thủy trung bình mm (inches)                                      | 120 (4.7)                                                  | 99 (3.9)                                                   | 98 (3.9)                                                   | 75 (3.0)                                                   | 63 (2.5)                                                   | 51 (2.0)                                                   | 47 (1.9)                                                   | 64 (2.5)                                                   | 78 (3.1)                                                   | 83 (3.3)                                                   | 99 (3.9)                                                   | 102 (4.0)                                                  | 979 (38.7)                                                 |
| Số ngày giáng thủy trung bình (≥ 1 mm)                                       | 13.0                                                       | 11.8                                                       | 11.5                                                       | 10.3                                                       | 8.8                                                        | 7.9                                                        | 6.6                                                        | 8.3                                                        | 9.0                                                        | 10.7                                                       | 11.0                                                       | 11.2                                                       | 120.1                                                      |
| Số ngày tuyết rơi trung bình                                                 | 14.7                                                       | 13.7                                                       | 14.2                                                       | 11.9                                                       | 7.4                                                        | 1.0                                                        | 0.1                                                        | 0.2                                                        | 3.6                                                        | 10.9                                                       | 13.2                                                       | 12.5                                                       | 103.4                                                      |
| Số giờ nắng trung bình tháng                                                 | 1                                                          | 34                                                         | 116                                                        | 162                                                        | 188                                                        | 234                                                        | 245                                                        | 189                                                        | 144                                                        | 55                                                         | 10                                                         | 0                                                          | 1.378                                                      |
| Phần trăm nắng có thể                                                        | 0.1                                                        | 14.4                                                       | 32.0                                                       | 35.5                                                       | 32.3                                                       | 35.7                                                       | 39.1                                                       | 36.7                                                       | 36.7                                                       | 18.2                                                       | 5.3                                                        | 0.0                                                        | 23.8                                                       |
| Nguồn: http://www.dmi.dk/fileadmin/user_upload/Rapporter/TR/2000/tr00-18.pdf |                                                            |                                                            |                                                            |                                                            |                                                            |                                                            |                                                            |                                                            |                                                            |                                                            |                                                            |                                                            |                                                            |